# Campeonato da Europa de Atletismo de 2012 - 100 m masculino
A prova dos 100 metros masculino do Campeonato da Europa de Atletismo de 2012 foi disputada entre os dias 27 e 28 de junho de 2012 no Estádio Olímpico de Helsinque em Helsinque,  na Finlândia. 

## Recordes
Antes desta competição, os recordes mundiais e do campeonato nesta prova eram os seguintes:
|                       | Nome             | Nacionalidade | Tempo | Local      | Data                 |
| --------------------- | ---------------- | ------------- | ----- | ---------- | -------------------- |
| Recorde mundial       | Usain Bolt       | Jamaica       | 9s 58 | Berlim     | 16 de agosto de 2009 |
| Recorde do campeonato | Francis Obikwelu | Portugal      | 9s 99 | Gotemburgo | 8 de agosto de 2006  |
| Recorde europeu       | Francis Obikwelu | Portugal      | 9s 86 | Atenas     | 22 de agosto de 2004 |

## Medalhistas
| Ouro                      | Prata              | Bronze                    |
| Christophe Lemaitre (FRA) | Jimmy Vicaut (FRA) | Jaysuma Saidy Ndure (NOR) |

## Cronograma
Todos os horários são locais (UTC+3).
| Data        | Hora  | Evento    |
| ----------- | ----- | --------- |
| 27 de junho | 11:40 | Bateria   |
| 27 de junho | 20:15 | Semifinal |
| 28 de junho | 19:45 | Final     |

## Resultados

### Bateria
Qualificação: 4 atletas de cada bateria  (Q) mais os  4 melhores qualificados (q). 
| Posição | Bateria | Raia | Atleta                  | Nacionalidade | Tempo | Notas |
| ------- | ------- | ---- | ----------------------- | ------------- | ----- | ----- |
| 1       | 3       | 5    | Christophe Lemaitre     | França        | 10.14 | Q     |
| 2       | 1       | 1    | Jimmy Vicaut            | França        | 10.18 | Q     |
| 3       | 2       | 5    | Rytis Sakalauskas       | Lituânia      | 10.23 | Q     |
| 4       | 5       | 2    | Jaysuma Saidy Ndure     | Noruega       | 10.24 | Q     |
| 5       | 4       | 6    | Lucas Jakubczyk         | Alemanha      | 10.26 | Q     |
| 5       | 5       | 1    | Dariusz Kuć             | Polónia       | 10.26 | Q     |
| 7       | 3       | 4    | Harry Aikines-Aryeetey  | Grã-Bretanha  | 10.27 | Q,    |
| 8       | 2       | 4    | Ronalds Arājs           | Letônia       | 10.28 | Q,    |
| 8       | 5       | 7    | Emmanuel Biron          | França        | 10.28 | Q,    |
| 10      | 3       | 1    | Julian Reus             | Alemanha      | 10.31 | Q     |
| 10      | 4       | 3    | Simone Collio           | Itália        | 10.31 | Q     |
| 12      | 1       | 7    | Serhiy Smelyk           | Ucrânia       | 10.32 | Q,    |
| 13      | 5       | 3    | Stefan Tärnhuvud        | Suécia        | 10.35 | Q,    |
| 14      | 1       | 6    | Fabio Cerutti           | Itália        | 10.36 | Q     |
| 15      | 2       | 3    | Reto Schenkel           | Suíça         | 10.38 | Q     |
| 16      | 1       | 5    | Mark Lewis-Francis      | Grã-Bretanha  | 10.39 | Q     |
| 17      | 3       | 7    | Jacques Riparelli       | Itália        | 10.42 | Q     |
| 18      | 2       | 2    | Jason Smyth             | Irlanda       | 10.47 | Q     |
| 19      | 4       | 1    | Jan Veleba              | Chéquia       | 10.48 | Q     |
| 20      | 2       | 6    | Arnaldo Abrantes        | Portugal      | 10.49 | q,    |
| 21      | 1       | 4    | Rolf Fongué             | Suíça         | 10.53 | q     |
| 21      | 5       | 5    | Rostislav Šulc          | Chéquia       | 10.53 | q     |
| 23      | 4       | 5    | Richard Pulst           | Estónia       | 10.57 | Q     |
| 24      | 2       | 1    | Ruslan Abbasov          | Azerbaijão    | 10.58 | q     |
| 25      | 3       | 3    | Demitri Barski          | Israel        | 10.59 |       |
| 26      | 1       | 3    | Matic Osovnikar         | Eslovênia     | 10.60 | =     |
| 27      | 3       | 6    | Catalin Cîmpeanu        | Roménia       | 10.65 |       |
| 28      | 3       | 2    | Panagiotis Ioannou      | Chipre        | 10.67 |       |
| 29      | 1       | 2    | Eetu Rantala            | Finlândia     | 10.73 |       |
| 30      | 5       | 6    | Rachid Chouhal          | Malta         | 10.86 |       |
| 31      | 4       | 4    | Mikel de Sa             | Andorra       | 11.26 |       |
| 32      | 2       | 7    | İzzet Safer             | Turquia       | DNF   |       |
| 32      | 4       | 2    | Georgi Kirilov Georgiev | Bulgária      | DNF   |       |
| 32      | 4       | 7    | Ángel David Rodríguez   | Espanha       | DNS   |       |
| 32      | 5       | 4    | Tobias Unger            | Alemanha      | DNS   |       |

### Semifinal
Qualificação: 2 atletas de cada bateria  (Q) mais os  2 melhores qualificados (q). 
| Posição | Bateria | Raia | Atleta                 | Nacionalidade | Tempo | Notas                |
| ------- | ------- | ---- | ---------------------- | ------------- | ----- | -------------------- |
| 1       | 1       | 4    | Jaysuma Saidy Ndure    | Noruega       | 10.13 | Q,                   |
| 2       | 2       | 6    | Christophe Lemaitre    | França        | 10.14 | Q                    |
| 3       | 3       | 3    | Jimmy Vicaut           | França        | 10.22 | Q                    |
| 4       | 1       | 5    | Rytis Sakalauskas      | Lituânia      | 10.23 | Q                    |
| 5       | 3       | 5    | Serhiy Smelyk          | Ucrânia       | 10.28 | Q,                   |
| 6       | 3       | 4    | Ronalds Arājs          | Letônia       | 10.29 | q                    |
| 7       | 2       | 3    | Harry Aikines-Aryeetey | Grã-Bretanha  | 10.30 | Q                    |
| 7       | 1       | 3    | Simone Collio          | Itália        | 10.30 | q                    |
| 9       | 3       | 6    | Lucas Jakubczyk        | Alemanha      | 10.32 |                      |
| 10      | 3       | 8    | Jacques Riparelli      | Itália        | 10.33 |                      |
| 11      | 3       | 7    | Mark Lewis-Francis     | Grã-Bretanha  | 10.36 |                      |
| 12      | 2       | 4    | Dariusz Kuć            | Polónia       | 10.38 |                      |
| 13      | 1       | 6    | Emmanuel Biron         | França        | 10.43 |                      |
| 14      | 2       | 5    | Julian Reus            | Alemanha      | 10.44 |                      |
| 15      | 1       | 7    | Stefan Tärnhuvud       | Suécia        | 10.47 |                      |
| 16      | 1       | 1    | Arnaldo Abrantes       | Portugal      | 10.47 | Recorde da temporada |
| 17      | 2       | 8    | Reto Schenkel          | Suíça         | 10.48 |                      |
| 18      | 1       | 2    | Rolf Fongué            | Suíça         | 10.50 |                      |
| 18      | 2       | 7    | Fabio Cerutti          | Itália        | 10.50 |                      |
| 20      | 2       | 2    | Jason Smyth            | Irlanda       | 10.52 |                      |
| 21      | 3       | 1    | Richard Pulst          | Estónia       | 10.57 |                      |
| 22      | 1       | 8    | Jan Veleba             | Chéquia       | 10.60 |                      |
| 22      | 3       | 2    | Rostislav Šulc         | Chéquia       | 10.60 |                      |
| 24      | 2       | 1    | Ruslan Abbasov         | Azerbaijão    | 10.71 |                      |

### Final
| Posição           | Raia | Atleta                 | Nacionalidade | Tempo | Notas                |
| ----------------- | ---- | ---------------------- | ------------- | ----- | -------------------- |
| Medalha de ouro   | 5    | Christophe Lemaitre    | França        | 10.09 |                      |
| Medalha de prata  | 6    | Jimmy Vicaut           | França        | 10.12 | Recorde da temporada |
| Medalha de bronze | 3    | Jaysuma Saidy Ndure    | Noruega       | 10.17 |                      |
| 4                 | 7    | Harry Aikines-Aryeetey | Grã-Bretanha  | 10.31 |                      |
| 5                 | 8    | Serhiy Smelyk          | Ucrânia       | 10.34 |                      |
| 06 !              | 2    | Ronalds Arājs          | Letônia       | DNF   |                      |
| 07 !              | 4    | Rytis Sakalauskas      | Lituânia      | DNF   |                      |
| 08 !              | 1    | Simone Collio          | Itália        | DSQ   |                      |

Legenda
| Recorde mundial       | Recorde mundial (World record)               |                       | Recorde africano                      | Recorde africano (African) |                                           | Q | Classificado por posição (Qualified) |
| Recorde do campeonato | Recorde do campeonato (Championship record)  | Recorde da América    | Recorde da América (Americas)         | q                          | Classificado por melhor tempo (Qualified) |   |                                      |
| Melhor marca do ano   | Melhor marca do ano (World leading)          | Recorde asiático      | Recorde asiático (Asian)              | DNS                        | Não largou (Did not start)                |   |                                      |
| Recorde nacional      | Recorde nacional (National record)           | Recorde europeu       | Recorde europeu (European)            | DNF                        | Não terminou (Did not finish)             |   |                                      |
| Recorde pessoal       | Recorde pessoal do atleta (Personal best)    | Recorde da Oceania    | Recorde da Oceania (Oceania)          | DSQ / DQ                   | Desclassificado (Disqualified)            |   |                                      |
| Recorde da temporada  | Recorde da temporada do atleta (Season best) | Recorde sul-americano | Recorde sul-americano (South America) | NM                         | Sem marca (No mark)                       |   |                                      |